# Ingolf Thiel

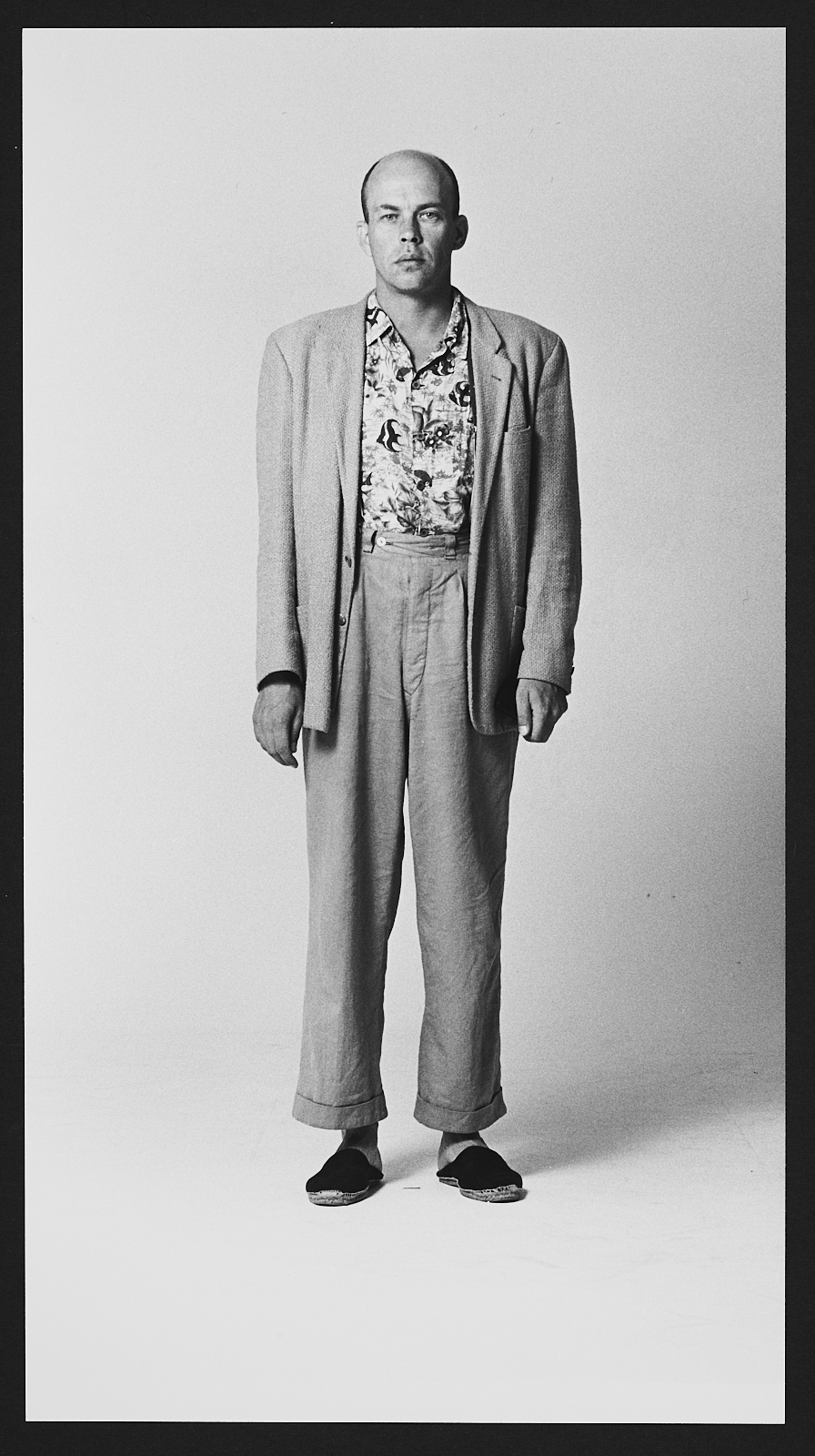
Selbstporträt „23. August, 23,25 h, Zigarettenautomat“ aus der Serie „Anzuggeschichten – Eine Woche Hausverlassen“ (1984)

Ingolf Thiel (* 20. August 1943 in Danzig; † 16. März 1985 in Stuttgart) war ein deutscher Fotograf, Schauspieler und Kostümbildner.

## Leben
Thiel wurde am 20. August 1943 in Danzig geboren, als Sohn von Ingeborg Thiel, geb. Bartel und Friedrich Thiel. Er verbrachte die ersten beiden Lebensjahre bei seinen Großeltern in Sopot. 1945 floh seine Mutter mit ihm und den Großeltern nach Dänemark. Sie blieben bis 1947 in einem Internierungslager in Aalborg, bevor Ende 1947 die Übersiedlung nach Deutschland erfolgte. Seine Kindheit verbrachte Thiel in Asperg und von 1959 bis 1967 in Marbach am Neckar.
Thiel absolvierte nach der Mittleren Reife eine Lehre als Schaufenstergestalter im Kaufhaus Union in Stuttgart, die er 1963 mit Auszeichnung abschloss. Bei einem Praktikum als Schuhdesigner in Köln ergaben sich erste Kontakte zu Fotografen. Sein bisheriges Berufsziel, Schuhdesigner zu werden, interessierte ihn danach nicht mehr. Es war ihm zu technisch, zu wenig kreativ. Thiel ging daraufhin bei dem Industrie- und Werbefotografen Franz Lazi in Stuttgart in die Lehre und schloss auch seine zweite Ausbildung 1967 mit Auszeichnung ab. Er wurde Kammersieger Stuttgart, Landessieger Baden-Württemberg und wurde als Bundessieger Deutschland vom Bundespräsidenten geehrt.

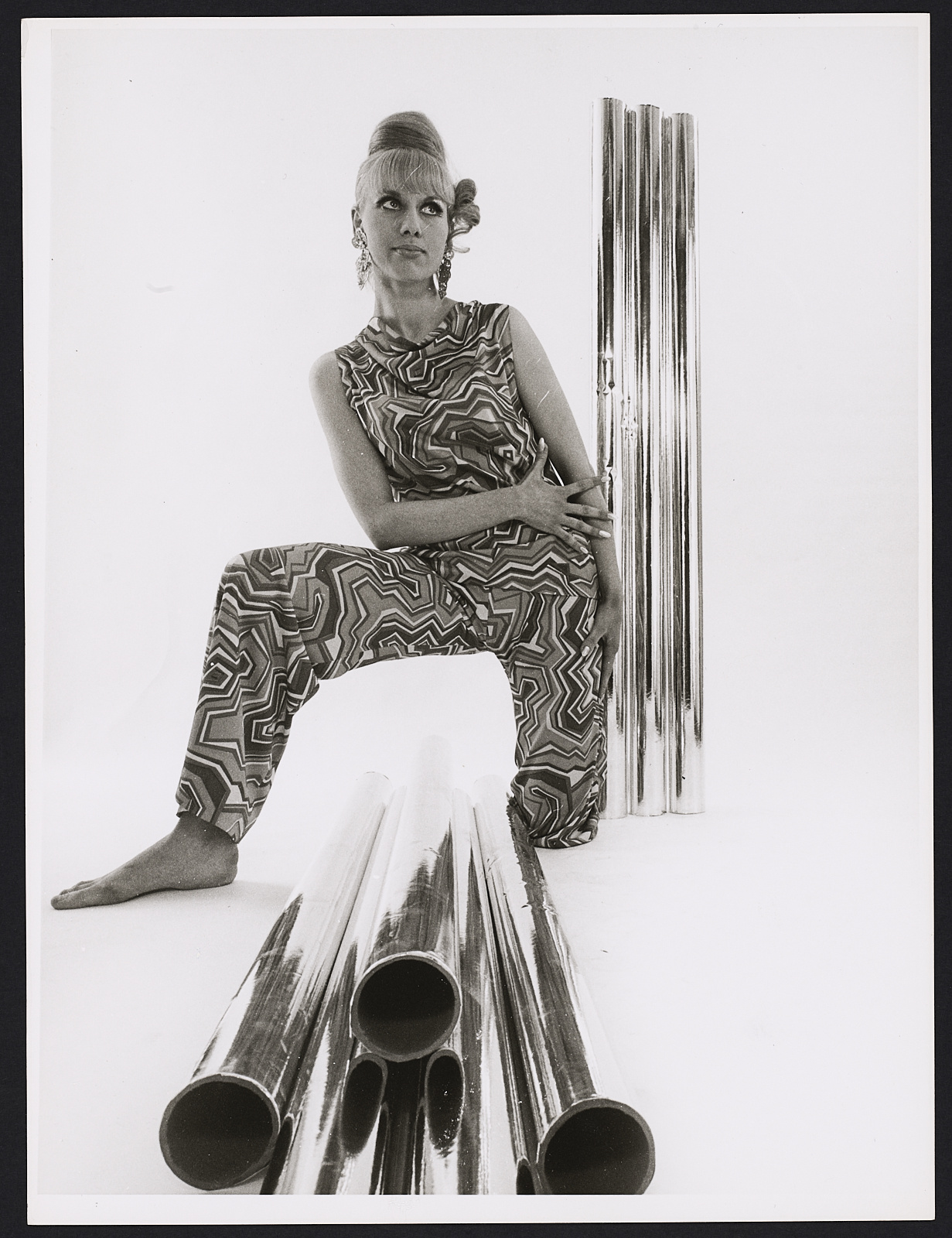
Ingolf Thiel: Model mit Röhren (1967)

Ab 1968 war er Leiter des Großraumfotostudios K. Wehrle in Freiburg im Breisgau, bevor er im Sommer 1969 als Assistent zu dem Fotografen Rico Puhlmann in Berlin wechselte. Es folgten in den nächsten Jahren Tätigkeiten als Assistent und Mitarbeiter bei dem Fotostudio Zwietasch in Murr, im Fotostudio Karin Krauss in München und im Fotostudio Jürgen Domnich in Stuttgart. Anfang 1970 zog Thiel von Marbach nach München und schon Ende 1970 weiter nach Stuttgart. Ab 1975/1976 arbeitete Thiel selbstständig mit einem eigenen kleinen Studio in Stuttgart, zunächst in der Römerstraße 67 b. 1977 erlitt er einen Herzinfarkt, der ihn von Juli 1977 bis weit in das Jahr 1978 hinein zu einer Schaffenspause zwang. Ab 1. August 1983 betrieb Thiel sein Studio in neuen, größeren Räumen in der Stuttgarter Landhausstraße 37 a. Es erschienen umfangreiche Porträts über ihn in ZOOM, Photographie, Werben & Verkaufen und dem foto magazin.
Thiel betrieb das Studio bis zu seinem frühen Tod nach einem zweiten Herzinfarkt im März 1985. Gesundheitliche Probleme zwangen ihn bei seinem letzten Projekt, vorzeitig von Lanzarote nach Deutschland zurückzureisen.

## Werk

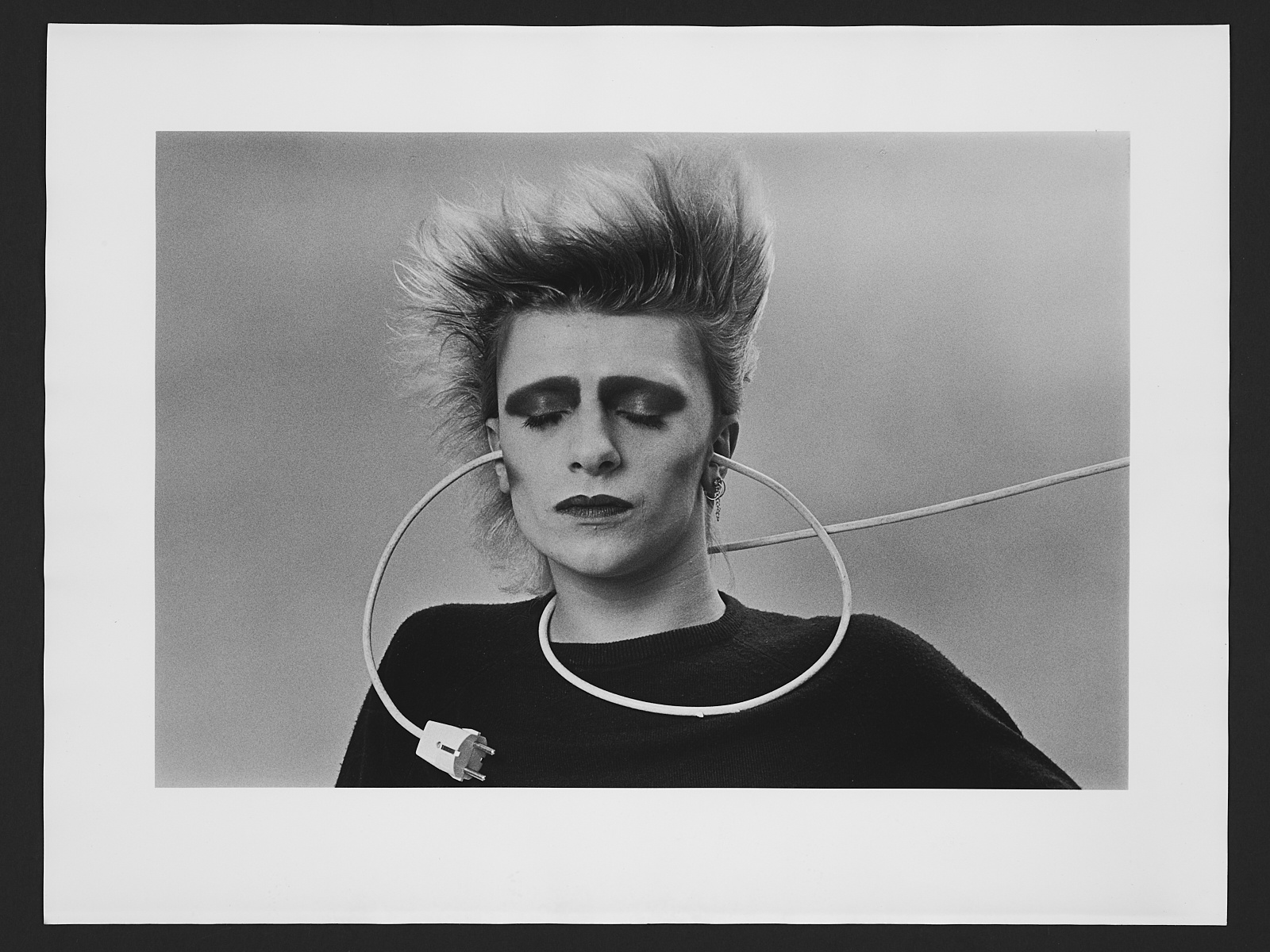
Ingolf Thiel: Mark A Defris, Kabel (1981)

Thiel erhielt zahlreiche Aufträge aus der Industrie, unter anderem von Daimler-Benz und Kodak, und von Modeunternehmen wie Bleyle, Breuninger oder Schoeller Textil. Seine Fotografien erschienen zum Beispiel in Elle, Gala, Playboy und Stern.
Am bekanntesten sind seine rund 70 Aufnahmen für die Werbekampagne „Leute von heute, von sich selbst fotografiert“, die er mit der Agentur Leonhardt & Kern aus Stuttgart für Mustang in Künzelsau produzierte. Die Motive wurden zwischen 1981 und 1983 als ganzseitige Anzeigenmotive in Stern, Der Spiegel, Freundin, Bravo, Motorrad, Kicker, Sounds und Musikexpress geschaltet. Das Magazin Professional Camera berichtet von 298 Millionen gedruckten Anzeigen. In der Kampagne werben „‚nette, liebe, freche, ulkige, fröhliche junge Leute von heute, die sich in ihren Mustang-Jeans selbst fotografiert haben‘, für den schwäbischen Hosenschneider – Fotograf Ingo Thiel baute auf, besorgte Licht und Modelle.“ Die Models stammten großteils aus dem Umfeld Thiels, unter anderem Michael Simon, William Forsythe und Thiel selbst. Die Kampagne gewann 1981 den Bravo-Kreativ-Otto.
Gleichzeitig entstanden immer auch freie Arbeiten. „Die Technik der Fotomontage war für Ingolf Thiel ein Stilmittel – das Wichtigste über lange Jahre seiner Arbeit, sowohl der Auftrags-Arbeit als auch der frei gewählten Themen. Besonders in der Zeit zwischen 1976 und 1979, wo er sich als Mode- und Werbefotograf in Stuttgart selbständig gemacht hatte. Hier konnte er, was ihm sehr wichtig war, die Größenverhältnisse den Vorstellungen, die er hatte, anpassen - auch die Perspektiven verändern und gelangte so – trotz bescheidener Studioausrüstung – zu überraschenden Ergebnissen.“
1984 entstehen die beiden letzten großen Fotoserien „Liebesgeschichten“ und „Lanzarote. Kraft durch Freude“ auf Lanzarote mit Rolf S. Wolkenstein als Model.
Eine erste Ausstellung mit Fotomontagen fand im Frühjahr 1975 im AT-Musikpodium Stuttgart statt. Die Kritik sah ihn darin in den Spuren von John Heartfield wandeln. Es folgten ebenfalls 1975 die Mitarbeit bei der Ausstellung „INVENTUR – Stuttgarter Wohnbauten 1865 – 1915“ des Landesdenkmalamtes Baden-Württemberg im Württembergischen Kunstverein Stuttgart und Einzelausstellungen in der Galerie Kubinski (1978) und der Galerie Tanja Grunert (1982) sowie Ausstellungsbeteiligungen. 1978 wurde er Mitglied im Bund Freischaffender Fotodesigner (BFF).
Als Multitalent wirkte Ingolf Thiel nicht nur als Fotograf, sondern auch als Schauspieler. Unter anderem in den TV-Filmen Neonschatten (1979), Inflation im Paradies (1981) und Homo Saphires – der wertvolle Mensch (1981). Daneben trat er auf als Performer mit der Künstlergruppe „famili“ und als Tänzer im Ballett „Schade dass sie eine Hure ist“ (Musik: Thomas Jahn, Choreografie: William Forsythe, 1980/81). Thiel war auch als Kostümbildner tätig, so für die Stücke „Event“ (Konzept: Randi Bubat, Inszenierung: William Forsythe, 1979, Aufführung in der Nordröhre des Wagenburgtunnels) und „Gänge“ – ein Stück über Ballett (Inszenierung und Bild: William Forsythe und Michael Simon, Akustik und Musik: Thomas Jahn, William Forsythe und Michael Simon, Aufführung in der Oper Frankfurt, Premiere am 1. Juni 1983). Als Modedesigner kreierte Thiel 1982 Schaumstoffhüte und -kleider.

## Kritik
Anlässlich seines frühen Todes am 16. März 1985 würdigte Jutta Rößner (Galerie für Fotografie Stuttgart) Ingolf Thiel als einen „Meister des inszenierten Fotos: Mode, Möbel, Kostüme, Bühnenkulissen, eine Vulkanlandschaft ebenso wie das eigene Ich. In vielen Künsten erprobt – als Designer, Bühnenbildner, Schauspieler und Couturier - kehrte er jedoch immer wieder zu seiner grössten Leidenschaft, seinem stärksten Talent zurück: der Fotografie“.
„Ingolf Thiel gehört zu den großen Foto-Designern, der seiner Zeit meist voraus war und deshalb der Fotografie so wichtige Impulse geben konnte [... Er] drang besonders auf den Gebieten der Mode- und Beauty-Fotografie bis in die absolute Spitze vor.“
„Seine intensiven Beziehungen zu aussergewöhnlichen Künstlerpersönlichkeiten, seine Nähe zum Theater und Ballett, seine Liebe zum Tanz schlugen sich immer wieder neu in seinen Fotografien nieder. Er hatte sich damit die unbestrittene Kompetenz erworben, seine fotografisch-künstlerischen Ideen jeweils dort durchzusetzen, wo er auf kongeniale Partner im Artwork traf.“ (Aus der Trauerrede für Ingolf Thiel von Walter E. Lautenbacher (1920–2000), Fotograf und Gründer des BFF (Bund freischaffender Fotodesigner), für den BFF)
Thomas Kliemann schrieb 2022 in der Kölnischen Rundschau über den „Modedesigner, Schauspieler und Fotograf[en] Ingolf Thiel“, dass er „mit seinen artifiziellen Collagen und Porträts den Zeitgeist des Jahrzehnts [1980er Jahre] gut erfasst“ habe.

## Thiels Nachlass in der Deutschen Fotothek

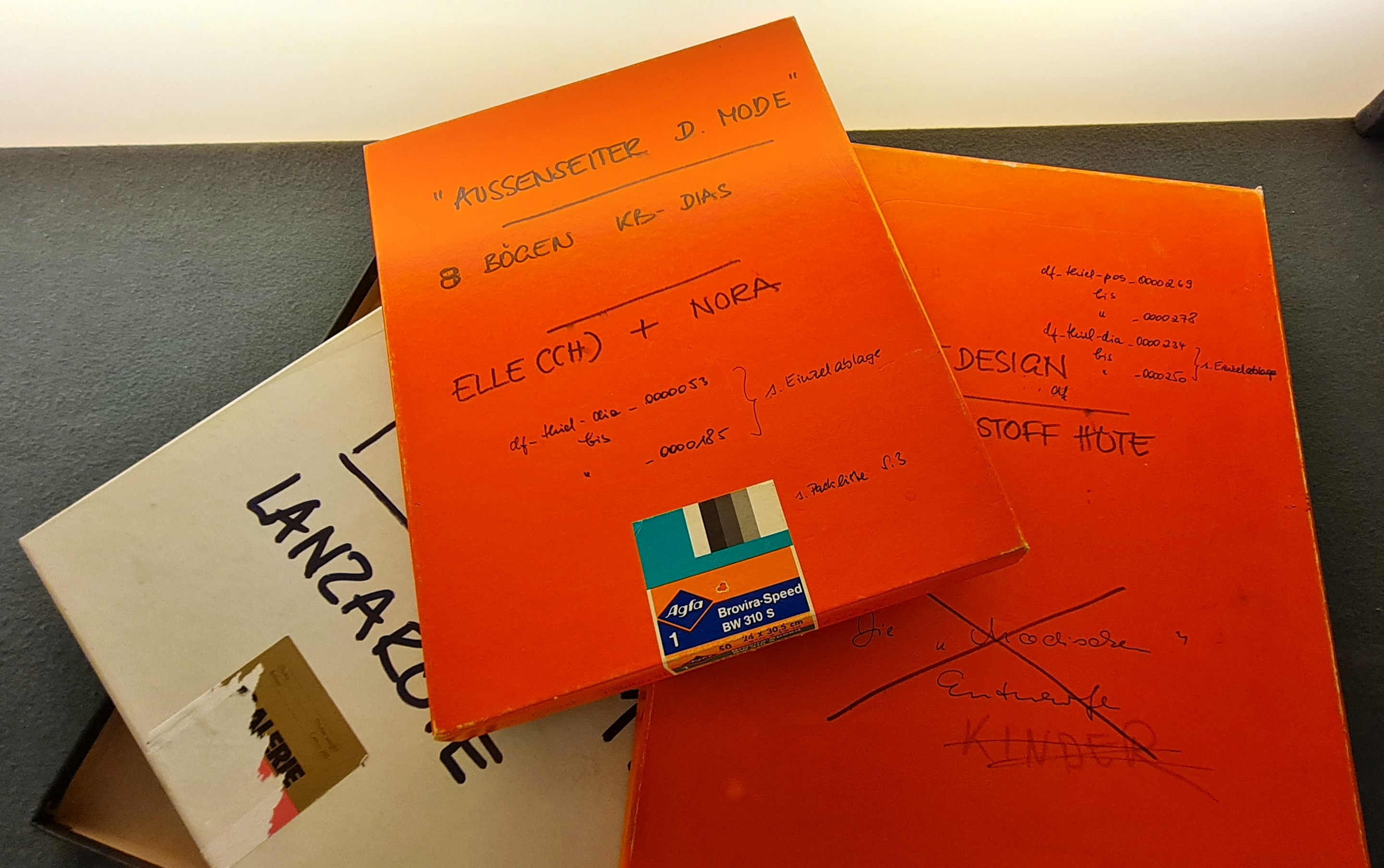
Schachtel mit Fotoabzügen von Ingolf Thiel

Im Mai 2017 gelangte der Nachlass Ingolf Thiels aus Familienbesitz in die Deutsche Fotothek. Enthalten sind neben zahlreichen Abzügen in 26 Schachteln und 29 von Ingolf Thiel angelegten Ordnern mit Negativen und Dias auch Agenden, Adressbücher, geschäftliche Korrespondenzen, Andrucke, Scribbles, Einladungen, Prospekte, Plakate, Programme, Publikationsbelege und Presseartikel.

## Ausstellungen

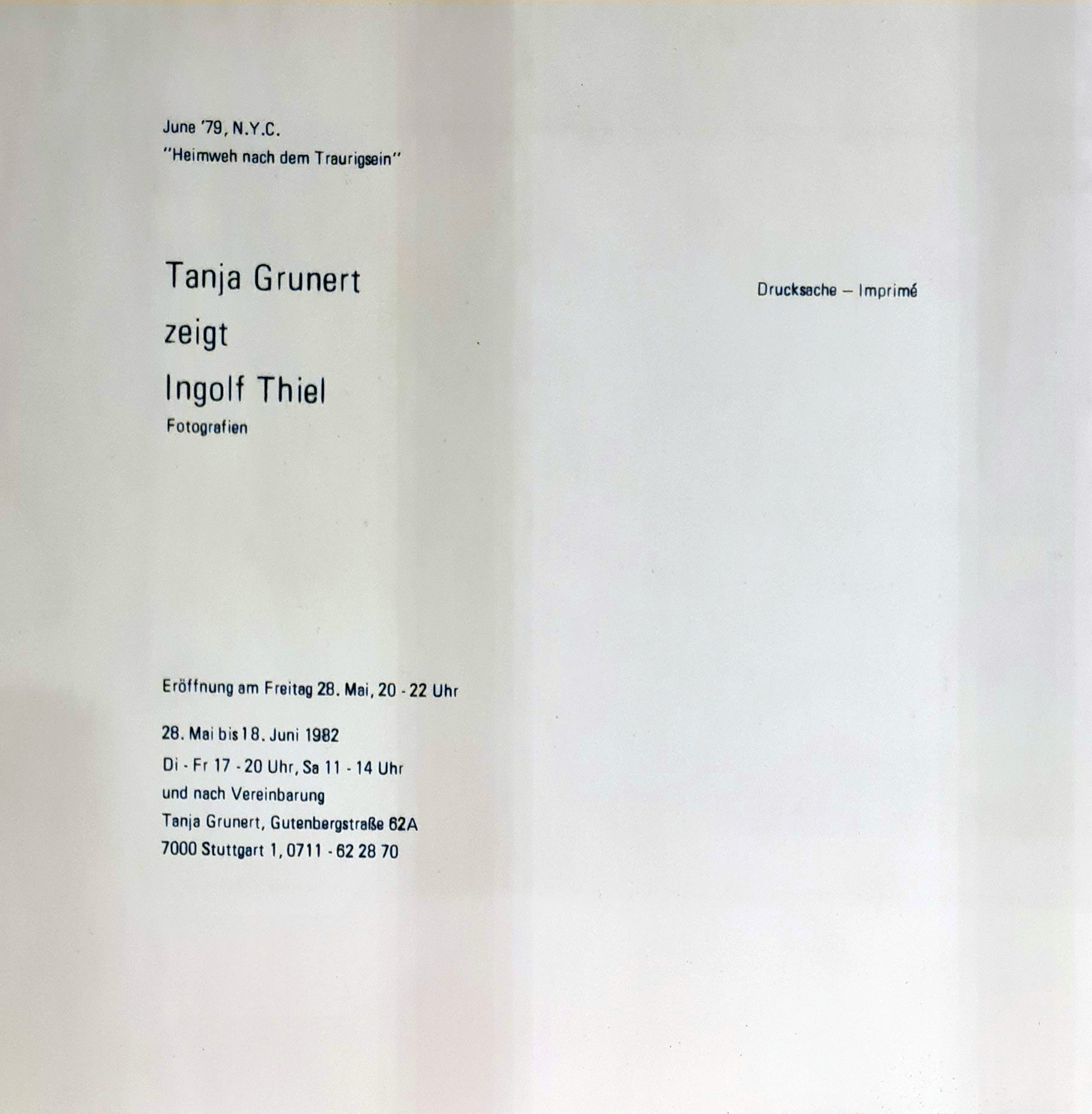
Einladung zur Ausstellung 1982 in Stuttgart

### Einzelausstellungen
- Ingolf Thiel – Fotomontagen, AT Musikpodium, Stuttgart, 1975
- Ingolf Thiel – Fotos, Galerie Kubinski, Stuttgart, 14. Oktober – 10. November 1978
- ... zeigt Ingolf Thiel Fotografien, Galerie Tanja Grunert, Stuttgart, 28. Mai – 18. Juni 1982
- Moderne Gefühle. Fotografien von Ingolf Thiel 1975–1985, Sächsische Landesbibliothek – Staats- und Universitätsbibliothek Dresden (SLUB), 3. November 2022 bis 25. März 2023

### Gruppenausstellungen
- Gunter Sachs, Eveline Meeuwse, Ingolf Thiel, Nikon Foto Galerie, Zürich, 27. März – 13. Mai 1982
- Junge deutsche Fotografie, Nikon Foto Galerie, Zürich, 7. August – 16. September 1982
- Volker Schöbel, Carla Strache, Ingolf Thiel, Christoph Valentien, Galerie für Fotografie Jutta Rößner, Stuttgart, 3. Dezember 1983 – 18. Januar 1984
- Foto-Design als Auftrag, Internationale Fotoausstellung des BFF (Bund Freischaffender Foto-Designer), Stationen: Köln, Tokio, Osaka, New York, Rochester, Toronto, Berlin, Bradford, Paris, Budapest, Belgrad, Singapur, 1983ff.
- Ein Fotografisches Experiment auf KODAK EKTAFLEX – Unikat-Prints im Format 8 x 10 Inch, PPS Galerie Hamburg, Fresko im Haus Neue Staatsgalerie Stuttgart 1984
- Das Selbstportrait im Zeitalter der Photographie. Maler und Photographen im Dialog mit sich selbst, Württembergischer Kunstverein Stuttgart, 19. April – 9. Juni 1985; Akademie der Künste (Berlin), 1. September – 6. Oktober 1985
- Zeit Blicke. 30 Jahre Fotografie in Deutschland. 30 Jahre BFF Bund Freischaffender Foto-Designer, Museum für Kunst und Gewerbe Hamburg, 13. Juni – 29. August 1999, Galerie der Stadt Stuttgart, ab 18. Juni 2000
- Deutschland um 1980. Fotografien aus einem fernen Land, Fotografien von Mahmoud Dabdoub, Gerd Danigel, Barbara Klemm, Hans-Martin Küsters, Martin Langer, Angela Neuke und Ingolf Thiel. In Kooperation der Deutschen Fotothek mit dem LVR-LandesMuseum Bonn und der Stiftung F. C. Gundlach im Rahmen des Archivs der Fotografen. LVR-Landesmuseum Bonn, 24. März – 14. August 2022.[8]

## Filme
- Neonschatten, Regie: Marco Serafini, 1979. Fernsehfilm, produziert vom WDR, Uraufführung am 23. August 1980 im N3.
- Inflation im Paradies, Regie: Wolfgang Ruehl, 1981/83. Episodenfilm in vier Teilen.
- Homo Saphires – der wertvolle Mensch, Regie: Rolf S. Wolkenstein, 1981.
- Der Tanz Mechanik, Regie: Rolf S. Wolkenstein, 1982. Stop-Motion-Film, unter anderem mit Motiven aus Thiels Arbeit klaustrophobisch enge Räume, Zollstöcke, Maßbänder zur (Selbst-)Vermessung.